# Bahar Ekinci
Bahar Ekinci est une joueuse de volley-ball turque née le 27 novembre 1982. Elle mesure 1,85 m et joue au poste de réceptionneuse-attaquante. 

## Clubs
| Club                            | De        | À         |
| ------------------------------- | --------- | --------- |
| Yeşilyurt İstanbul              | 1998-1999 | 2006-2007 |
| Galatasaray İstanbul            | 2007-2008 | 2008-2009 |
| Emlak TOKİ Ankara               | 2009-2010 | 2009-2010 |
| Pursaklar Belediyesi            | 2010-2011 | 2010-2012 |
| Karşıyaka İzmir                 | 2012-2012 | 2012-2012 |
| Ereğli Belediye                 | 2012-2013 | 2012-2013 |
| İdmanocağı Spor Kulübü          | 2013-2014 | 2013-2014 |
| Bolu Belediyepor                | 2014-2015 | 2014-2015 |
| Bursaspor                       | 2015-2016 | 2016-2017 |
| Bahçelievler Voleybol Kulübü    | sept 2017 | oct 2017  |
| Maltepe Yalı Spor               | 2017-2018 | 2017-2018 |
| Küçükyalı Yelken ve Spor Kulübü | 2018-2019 | 2018-2019 |
| Anakent Spor Kulübü             | 2019-2020 | …         |